# 데몬킹스
《데몬킹스》(프랑스어: 108 Rois-Démons)는 펀더멘털 필름스이 제작하고 게베카 필름스가 배급한 2014년 프랑스의 모험 영화이다.